# Megachile pillaultae
Megachile pillaultae là một loài Hymenoptera trong họ Megachilidae. Loài này được Pasteels mô tả khoa học năm 1978.